# 學甲區農會
學甲區農會是位於臺灣臺南市學甲區的農會機構，成立於1917年6月1日，現址位於台南市學甲區華宗路315號，另外設有五個辦事處，包括宅港、頂洲、中洲、大灣、草坔，以及一個農機站。

## 沿革
- 1917年6月1日成立，當時名叫「學甲信用購買販賣利用組合」。
- 1944年改名為學甲農業會
- 1946年改名為學甲鄉農會和學甲鎮合作社，分別辦理推廣業務和信用經濟業務。
- 1949年11月正式合併為台南縣學甲鎮農會至今。此外，該組織於2011年4月27日依法組織完成立案，成為臺南市學甲區農會。[1][2][3]

## 組成
農會組織內部設有十三個農事小組，並有四十五位會員代表、九位理事、三位監事。此外，編制內設有八個部門，包括會務部、會計部、推廣部、信用部、供銷部、保險部、資訊部、企劃稽核部，聘任人員約五十六人。
主要辦理農業推廣、供、信用、保險等業務，也對在地農業特色，進行產業文化節推廣，例如學甲西瓜產業文化節。

## 舉辦活動

##### 學甲西瓜產業文化活動
長期以來對學甲地區栽植的西瓜進行評鑑，以及舉辦西瓜相關等文化活動，于每年产季邀请外县民众品尝学甲西瓜。

##### 成立綠色照顧站
2022年底成立綠色照顧站，課程以農業、在地環境及自然元素为主，向退休老人提供再教育机会。

##### 學甲高粱產業文化節
2023年首度由學甲區農會舉辦「學甲高粱產業文化節」，透過高粱文創手作、高粱田遊覽等體驗，推广本土高梁產業。